# Miś Paddington (serial animowany 1989)
Miś Paddington (ang. Paddington Bear) – amerykański serial animowany, który powstał na podstawie serii książek o misiu Paddingtonie autora Michaela Bonda.

## Fabuła
Serial opowiada o przygodach niesfornego misia Paddingtona. Całkiem przypadkiem trafił do Londynu i tam zaczął nowe życie.

## Wersja polska
Wersja polska: Studio Genetix Film Factory

Dialogi polskie: Barbara Robaczewska

Reżyseria: Agnieszka Matysiak

Dźwięk: Zdzisław Zieliński

Kierownictwo produkcji: Agnieszka Sokół i Róża Zielińska

Wystąpili:
- Wojciech Słupiński – Paddington
- Katarzyna Tatarak – Mary Brown
- Dariusz Odija – Henry Brown
- Miłogost Reczek
- Nina Girycz – pani Bird
- Andrzej Szopa – pan Gruber
- Grzegorz Pawlak – pan Curry
- Krzysztof Bednarek – Jonathan
- Jakub Jakubik
- Marcelina Wójcik – Judy

oraz
- Michał Sitarski
- Wojciech Brzeziński
- Ryszard Olesiński – pan Wellington (odc. 13)
- Piotr Grabowski
- Mikołaj Klimek
- Elżbieta Kijowska
- Joanna Pach
- Agnieszka Matysiak – Lil (odc. 13)
- Andrzej Chudy – pan Thomas (odc. 13)

Lektor: Piotr Makowski

## Spis odcinków
| N/o            | Polski tytuł                      | Angielski tytuł                   |
| -------------- | --------------------------------- | --------------------------------- |
|                |                                   |                                   |
| SERIA PIERWSZA |                                   |                                   |
|                |                                   |                                   |
| 01             | Proszę się zaopiekować tym misiem | Please Look After This Bear       |
|                |                                   |                                   |
| 02             | Doktor Paddington                 | Calling Dr. Paddington            |
|                |                                   |                                   |
| 03             | Brawa dla Paddingtona             | Curtain Call For Paddington       |
|                |                                   |                                   |
| 04             | Paddington i król marmolady       | Paddington’s Sticky Situation     |
|                |                                   |                                   |
| 05             | Uścisk niedźwiedzia               | Bear-Hugged                       |
|                |                                   |                                   |
| 06             | Paddington u królowej             | Paddington Meets The Queen        |
|                |                                   |                                   |
| 07             | Duch świąt                        | The Ghost Of Christmas Paddington |
|                |                                   |                                   |
| 08             | Paddington na premiera            | Paddington For Prime Minister     |
|                |                                   |                                   |
| 09             | Włamanie pod numerem 32           | Goings On At Number 32            |
|                |                                   |                                   |
| 10             | Pierwsza ryba                     | Fishing For Paddington            |
|                |                                   |                                   |
| 11             | Paddington kowbojem               | Ride ’Em Paddington               |
|                |                                   |                                   |
| 12             | Paddington i wielka wyprawa       | Expedition Paddington             |
|                |                                   |                                   |
| 13             | Kto namalował ten obraz?          | The Picture Of Paddington Brown   |
|                |                                   |                                   |